# Gutemondo
Gutemondo o Guntamondo (450 circa – 496) è stato Re dei Vandali e Alani, dal 484 al 496, è stato il terzo sovrano del Regno dei Vandali. Successe allo zio Unerico i cui metodi brutali di governo avevano alienato il sostegno di gran parte della popolazione.
Fu il secondo figlio di Gento, il quarto e più giovane figlio di Genserico, fondatore del Regno dei Vandali in Africa. Poiché tutti i successori di Genserico morirono giovani, alcuni uccisi dallo stesso Unerico che vedeva in loro un pericolo per il proprio dominio, Gutemondo si trovò infatti ad essere il discendente maschio più anziano della dinastia degli Hastingi, quando lo zio morì nel 484. Nonostante quest'ultimo avesse cercato di far salire al trono il figlio, Gutemondo fu proclamato Re in accordo con le norme di successione introdotte dal nonno.
Gutemondo beneficiò per tutto il periodo in cui regnò del fatto che i più potenti rivali dei Vandali, Visigoti, Ostrogoti e Impero Bizantino, erano impegnati in lunghe e sanguinose guerre, che impedirono loro di dedicarsi alla conquista del Regno Vandalo che, dopo aver toccato il suo apogeo sotto Genserico, subiva ora un rapido declino.
Gutemondo, pur professando come il suo predecessore la religione ariana, cessò le persecuzioni dei cattolici, riconsegnando al culto cattolico la Basilica di Sant'Agileo e provocando il loro ritorno in massa sulle coste dell'Africa settentrionale. Già nel 487 la maggior parte delle chiese ortodosse erano riaperte e gli ecclesiastici esiliati stavano rientrando. Stabilizzò quindi la situazione economica interna, portata da Unerico sull'orlo del collasso.
Dovette contrastare una ribellione dei Mauri, che respinse ma non debellò.
Approfittando del conflitto tra Odoacre e Teodorico, cercò di riappropriarsi della Sicilia, ma le truppe spedite sull'isola, nel 491, furono ricacciate dagli Ostrogoti e così perdette il contributo che Odoacre versava al re dei Vandali, dal 476, per il possesso dell'isola.
Morì nel 496, a quarantasei anni, durante una partita di caccia al cervo. A lui successe il fratello Trasamondo, che fu molto meno efficace del suo predecessore nel governo del Regno.